# Virgil Popa
Virgil Popa (Rumanía, 8 de octubre de 1975) es un director de orquesta español nacido en Rumanía. Es el fundador y director de la Orquesta Internacional de Madrid. Su repertorio incluye trabajos grandes de música clásica y contemporánea. Actualmente es el director artístico de la Orquesta Sinfónica Stradivari.

## Biografía
Nació en Roma/Rumanía en el seno de una familia de músicos aficionados. De su hermano mayor recibió sus primeras nociones musicales y empezó a tocar el piano desde temprana edad. A los catorce años comenzó a estudiar el contrabajo en el Instituto de Artes Stefan Luchian de Botoșani, que acababa de ser reinaugurado tras la caída de la dictadura. En este importante centro recibió lecciones, entre otros, del prestigioso pedagogo Gigel Sobachi.  En 1993 ganó el Primer Premio en el Concurso Nacional de Interpretación Musical de Timişoara, Rumanía. Continuó sus estudios de contrabajo en la Universidad George Enescu y en el año 1999 fue licenciado en Música con la especialidad en Contrabajo. Participó en clases magistrales con los profesores Klaus Trumf y Wolfgang Güttler en Berlín. Realizó cursos internacionales de orquesta en Bayreuth en el Internationales Jungend-Festspeiltreffen y en Berna con la Jeunesses Musicales de Sornetan.
Durante sus estudios universitarios colaboró con la Iași "Moldova" Philharmonic Orchestra y fue componente de la Romanian National Opera. En 1999 se incorporó a la Filarmónica Mar Negro y después al Teatro de Ópera de Constanta. Fue componente de la Jeunesses Musicales World Orchestra en Berlín bajo la batuta del maestro Yakov Kreizberg actuando junto a músicos de más de cinquenta países tanto en el Musikverein de Viena  como en la sala de la Berlin Philharmonic. Desde el año 2001 reside en España donde fue colaborador permanente de la Orquesta Sinfónica de Madrid  titular del Teatro Real (Madrid)  y de la Orquesta de la Comunidad Valenciana  realizando conciertos bajo la dirección de prestigiosos maestros como Zubin Mehta, Roberto Abbado, Jesús López Cobos  o Omer Meir Wellber y junto a grandes solistas como Plácido Domingo  y Angela Gheorghiu. Fue componente de la Orquesta Filarmonía participando en el programa televisivo El Conciertazo  del músico y presentador Fernando Argenta  y de la Orquesta Académica de Madrid del director de orquesta Íñigo Pirfano.
Virgil Popa estudió dirección de orquesta con los maestros Jorma Panula, Konrad von Abel y Enrique García Asensio, aprendiendo de los últimos dos, la Fenomenología musical y la técnica de dirección de Sergiu Celibidache. Fue director invitado de la Orquesta Filarmónica de Sibiu, la Orquesta Filarmónica de Timisoara y la Joven Orquesta Joaquín Turina. En 2005 fundó la Orquesta Internacional de Madrid con la que realizó aclamados conciertos en importantes auditorios de toda España.
De su trayectoria como director cabe destacar óperas como Don Pasquale, La Traviata y La Bohème, además de ballets como La Esmeralda y Giselle. Dirigió con grandes éxitos el Miserere de Hilarion Eslava, el Réquiem (Mozart)  y el Concierto para piano y orquesta n.º 4 de Beethoven. Virgil Popa está comprometido con la música contemporánea y ha dirigido en estreno absoluto obras del compositor Manuel Lillo Torregrosa.
Actualmente es el director artístico de la Orquesta Sinfónica Stradivari con sede en Madrid. Entre otras, esta gran orquesta ha interpretado el Requiem de Mozart en San Jerónimo el Real, la Real Basílica de San Francisco el Grande, la Catedral de Burgos y la Catedral Vieja de Salamanca.